# Parque nacional natural Uramba Bahía Málaga
El Parque Nacional Natural Uramba Bahía Málaga se encuentra en la Región Costera de la Costa Pacífica colombiana, en jurisdicción del distrito de Buenaventura en el departamento de Valle del Cauca, Colombia. Es un territorio de altísima biodiversidad, lo que la convierte en un destino turístico para el avistamiento de ballenas.

## Descripción
La mayor parte de su territorio es despoblado, a excepción de pequeños centros poblados como Juanchaco, Ladrilleros y La Barra, así como un puesto permanente de vigilancia de la Armada Nacional de Colombia. Es un destino frecuentado para el ecoturismo.

## Historia
En el año 2010, se suscitó una fuerte controversia entre la Cámara de Comercio de Cali y sectores de la sociedad, preocupados por las intenciones de los primeros en construir un puerto de aguas profundas en dicha zona. La Bahía de Málaga, además de su megabiodiversidad, tiene un calado de más de 20 metros, lo que lo convierte en un lugar óptimo para atracar buques Postpanamax. Sin embargo, la construcción de dicho puerto tendría unas consecuencias ambientales irreparables, como lo argumentaron reconocidos biólogos de la región y ambientalistas preocupados por este proyecto.
El Ministerio de Medio Ambiente, Vivienda y Desarrollo Territorial tenía desde tiempo atrás la intención de declarar esta zona área protegida, pero no lo había hecho por la reclamación de los industriales y empresarios vallecaucanos de construir el puerto. Finalmente, después de múltiples estudios de organismos independientes, el 5 de agosto de 2010 se promulgó la declaratoria de área protegida, convirtiéndose en el parque N.º 56 del SINAP de Colombia.

## Ecoturismo
Dentro del área del Parque pueden realizarse actividades de ecoturismo como el avistamiento de ballenas jorobadas y aves, paseos en kayak y en canoa por los esteros, paisajismo y caminatas guiadas por senderos ecológicos. El Parque ofrece los siguientes sitios de interés para el ecoturismo:
- Arrecifes de Negritos
- Isla Palma
- Comunidades de La Plata, La Sierpe, Mangaña y Miramar

- Playas de Ladrilleros, Juanchaco, Chucheros, y La Barra
- Esteros y piscinas de agua dulce de Arrastradero
- Cascadas de La Sierpe (y otras cascadas menos conocidas)
- Esquemas de conservación faunística (parques adjudicados en el 2012)
- Jardín Botánico La Manigua

La asociación comunitaria Ecomanglar es una empresa turística que opera dentro del Parque que busca promover y contribuir al bienestar de los habitantes de Bahía Málaga a través de la conservación de la diversidad biológica y cultural.